# أنتوني بويل
أنتوني بويل (بالإنجليزية: Anthony Boyle) هو ممثل بريطاني، ولد في 8 يونيو 1994 في بلفاست في المملكة المتحدة. من الجوائز التي نالها جائزة لورنس أوليفيه.

## جوائز
- جائزة لورنس أوليفيه

## وصلات خارجية
- أنتوني بويل على موقع IMDb (الإنجليزية)
- أنتوني بويل على موقع ألو سيني (الفرنسية)
- أنتوني بويل على موقع قاعدة بيانات برودواي على الإنترنت (الإنجليزية)
- أنتوني بويل على موقع قاعدة بيانات الفيلم (الإنجليزية)